# Rocca di Pianello Val Tidone
La rocca di Pianello Val Tidone, chiamata anche rocca Municipale, è un complesso fortificato sito nel centro dell'omonimo paese della val Tidone in provincia di Piacenza.

## Storia
La presenza di un primo castello a Pianello è testimoniata all'interno di alcune cronache locali le quali riportano che esso venne raso al suolo nel 1164 da parte dei soldati dell'imperatore Federico Barbarossa. Durante la parte terminale del XIV secolo il duca di Milano Gian Galeazzo Visconti concesse la zona di Pianello a Jacopo Dal Verme, che già vantava tra le proprie proprietà la vicina rocca d'Olgisio e Bobbio. La decisione della costruzione della rocca è generalmente attribuita allo stesso Jacopo Dal Verme.
A seguito della morte di Jacopo, avvenuta nel 1422, sorse una diatriba tra il figlio di questi, Luigi, e il condottiero Niccolò Piccinino poiché entrambi sostenevano che la zona di Pianello, comprendente la fortificazione, facesse parte delle loro investiture; la questione venne risolta a favore della famiglia Dal Verme, conti di Bobbio, Voghera e della Val Tidone, da parte di una commissione che era stata appositamente istituita dal duca di Milano.
Nel 1485 Pietro Dal Verme, figlio di Luigi, morì, probabilmente avvelenato per volontà di Ludovico il Moro, con il quale erano sorte diverse incomprensioni a causa dei metodi di governo impiegati dal duca. L'intero stato vermesco tornò quindi nelle disponibilità del duca di Milano, il quale nel 1486 concesse la zona pianellese a Galeazzo Sanseverino.
Negli anni seguenti Pianello e la rocca cambiarono più volte di mano: i Dal Verme riuscirono a riottenere i beni che gli erano stati privati, tuttavia nel 1499, a seguito della discesa in Italia delle truppe francesi, essi furono concessi dal comandante delle truppe francesi Gian Giacomo Trivulzio a Bernardino Da Corte che aveva svolto un ruolo chiave nella presa di Milano da parte delle forze francesi. Nel 1516, dopo che Bernardino Da Corte si era suicidato, il re di Francia Francesco I concesse Pianello ai Sanseverino, che la mantennero fino al 1521 quando la famiglia Dal Verme, sfruttando l'abbandono di Piacenza da parte delle truppe francesi, ne recuperò il possesso.
All'interno dell'edificio morirono nel 1544 il conte condottiero Giacomo Michele Dal Verme e sua moglie Camilla Valenti Gonzaga, sconvolta dal dolore per la morte del consorte. La famiglia Dal Verme mantenne il possesso della rocca fino al 1646 quando, a seguito della scomparsa del conte Federico Dal Verme il ramo famigliare si estinse e la proprietà fu avocata dalla Camera Ducale farnesiana.
Durante il XVII secolo il castello fu oggetto di una serie di interventi voluti dalla famiglia Dal Verme che portarono alla sua trasformazione a scopo abitativo. Dopo aver ospitato una quadreria nel corso dell'Ottocento, la rocca è divenuta di proprietà del comune di Pianello Val Tidone, venendo adibita a sede del municipio.
Dopo che la rocca aveva subito importanti lavori di ristrutturazione nel 1979, negli anni '90 l'amministrazione comunale avviò una serie di interventi volti alla riqualificazione dei sotterranei, i quali dall'aprile 1999 ospitano il museo archeologico della Val Tidone.

## Struttura

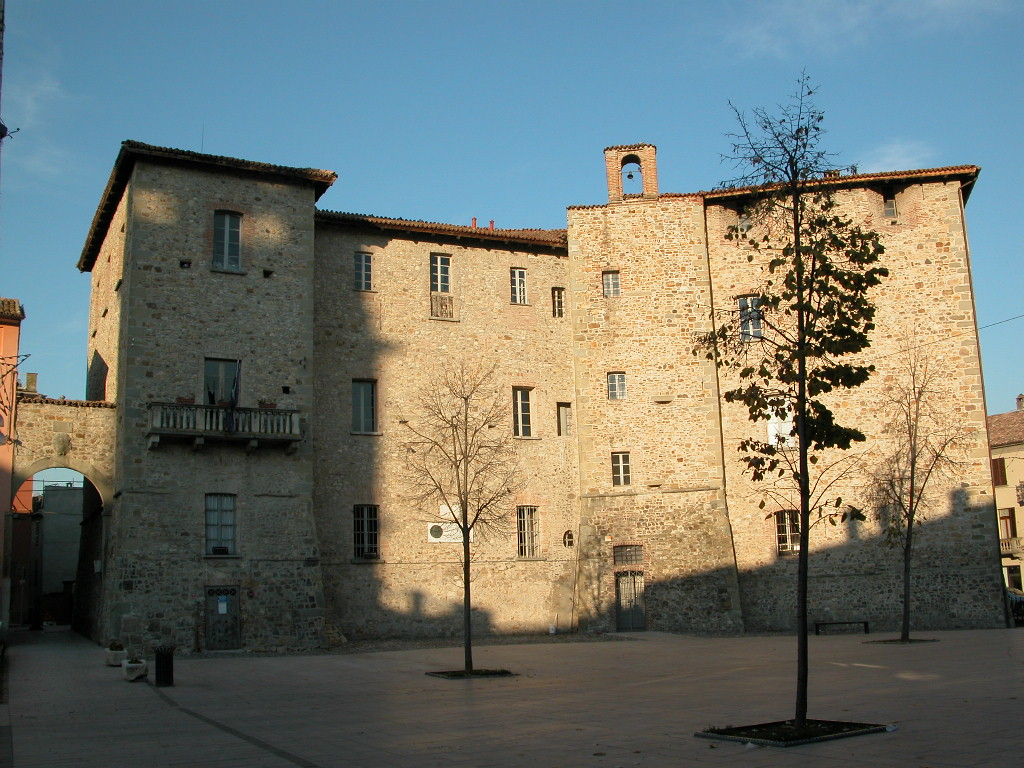
La rocca vista dalla piazza prospiciente

Il complesso, fortemente cambiato nell'aspetto e nella struttura a seguito dei lavori realizzati durante il Seicento, presenta una forma irregolare caratterizzata dalla presenza di diversi corpi di fabbrica con uno sperone angolato posto sul fronte settentrionale. Le mura esterne, realizzate con ciottoli di torrente e sasso, si caratterizzano come piuttosto scarpate sotto alla cordonatura.
L'irregolarità della struttura deriverebbe dall'ampliamento, negli ultimi anni del Medioevo, dell'originaria costruzione con la costruzione di un corpo di fabbrica di dimensioni maggiori della costruzione originaria, rispetto alla quale il corpo di fabbrica più recente si trovava fuori asse, probabilmente per la necessità di seguire la morfologia del terreno, situato a breve distanza dal corso del torrente Tidone. Il corpo più antico, invece, basato su una coppia di volte a botte realizzate in pietra e caratterizzato da mura spesse circa 1,5 m., presenta una struttura a base quadrata il cui lato misura circa 11 m. Da esso deriva l'usanza locale di appellarsi alla rocca chiamandola Turón, ovvero torrione.